# Галицьке (Сумська область)
Га́лицьке — колишнє село в Україні, Білопільському районі Сумської області. Підпорядковувалось Білопільській міській раді.
Знято з обліку 1994 року рішенням Сумської обласної ради.
Уродженцем села є Макаровський Михайло Михайлович (1783—1846) — письменник і поет.